# Герман Михаилидис
Герман (на гръцки: Γερμανός, Германос) е гръцки духовник, митрополит на Цариградската патриаршия.

## Биография
Роден е с фамилията Михаилидис (Μιχαηλίδης) около 1835 година в цариградската махала Терапия. Завършва Халкинската семинария и Богословския факултет на Атинския университет. Служи като архидякон на митрополит Кирил Одрински. При второто управление на патриарх Йоаким II Константинополски (1873 - 1878) преминава на служба в патриаршеския двор. Става втори дякон и по-късно велик архидякон. На 27 януари 1879 година е ръкоположен за презвитер от митрополит Константий Фанарски и Ферсалски.
На 30 януари 1879 година впатриаршеската катедрала „Свети Георги“ в Цариград Герман е ръкоположен за митрополит на Филипийска, Драмска и Зъхненска епархия от патриарх Йоаким III Константинополски. Заема катедрата в Драма до смъртта си в 1896 година. Още преди Руско-турската война предшественикът му Йоаникий Драмски повежда война срещу българското движение, а неговият наследник Герман III я продължава. В 1879 година митрополит Герман повежда борба с българщината в Просечен, Плевня, Волак и другите драмски села и успява да накара властите да арестуват просеченския български учител Георги Иванов. При неговото управление в 1882 година Неврокопската епархия е отделена от Драмската.
Герман е убит от български революционери на 25 юли 1896 година в Горенци. Тялото му е погребано в Алистрат.